# 1908 na ciência

## Eventos
- Henri Poincaré escreve "Ciência e método".
- I Congresso Internacional de Psicanálise, em Salzburgo.
- Demonstrada a Lei de Hardy-Weinberg.
- Descoberta do elemento químico Rénio

## Nascimentos
| Data            | Nome                     | Profissão                                           | Nacionalidade                                   | Observações | Ref                               |
| --------------- | ------------------------ | --------------------------------------------------- | ----------------------------------------------- | --- | --------------------------------- |
| 9 de janeiro    | Simone de Beauvoir       | filósofa e escritora                                | França                                          | m. 1986 |                                   |
| 15 de janeiro   | Edward Teller            | físico nuclear                                      | Áustria-Hungria                                 | m. 2003 Prémio Enrico Fermi 1962 | [ 1 ]                             |
| 22 de janeiro   | Lev Landau               | físico e matemático                                 | Império Russo                                   | m.1968 Nobel da Física 1962 Prémio Lenin 1962 | [ 2 ]                             |
| 12 de fevereiro | Jacques Herbrand         | matemático                                          | França                                          | m. 1931 |                                   |
| 14 de março     | Maurice Merleau-Ponty    | filósofo                                            | França                                          | m. 1961 |                                   |
| 1 de maio       | Morris Kline             | professor de matemática e historiador de matemática | Estados Unidos                                  | m. 1992 |                                   |
| 7 de maio       | Leo Sternbach            | químico                                             | Áustria-Hungria                                 | m. 2005 |                                   |
| 30 de maio      | Hannes Olof Gösta Alfvén | astrofísico                                         | Suécia                                          | m. 1995 Nobel da Física 1970 Medalha de Ouro Lomonossov 1971 | [ 2 ] [ 3 ]                       |
| 3 de setembro   | Lev Pontryagin           | matemático                                          | Império Russo                                   | m. 1988 |                                   |
| 5 de setembro   | Edoardo Amaldi           | físico                                              | Itália                                          | m. 1989 |                                   |
| 6 de outubro    | Sergei Sobolev           | matemático                                          | Império Russo                                   | m. 1989 Medalha de Ouro Lomonossov 1988 Prémio Stalin 1941 | [ 3 ]                             |
| 15 de outubro   | John Kenneth Galbraith   | economista e filósofo                               | Estados Unidos                                  | m. 2006 |                                   |
| 23 de outubro   | John Bardeen             | físico                                              | Estados Unidos                                  | m. 1991 Nobel da Física 1956 Nobel de Física 1972 Medallha de Honra IEEE 1956 Medalha de Ouro Lomonossov 1987 | [ 2 ] [ 4 ] [ 3 ]                 |
| 23 de outubro   | Illia Mikhailovich Frank | físico                                              | Império Russo                                   | m. 1990 Nobel da Física 1958 | [ 2 ]                             |
| 24 de outubro   | John Tuzo Wilson         | geólogo e geofísico                                 | Canadá                                          | m. 1993 Medalha Penrose 1968 Prémio John J. Carty 1975 Medalha Wollaston 1978 Prémio Vetlesen 1978 | [ 5 ] [ 6 ] [ 7 ] [ 8 ]           |
| 4 de novembro   | Joseph Rotblat           | físico                                              | Polónia / Reino Unido da Grã-Bretanha e Irlanda | m. 2005 Nobel da Paz 1995 |                                   |
| 28 de novembro  | Claude Lévi-Strauss      | filósofo e antropólogo                              | Bélgica                                         | m. 2009 |                                   |
| 10 de dezembro  | Olivier Messiaen         | compositor, organista e ornitologista               | França                                          | m. 1992 |                                   |
| 17 de dezembro  | Willard Frank Libby      | químico                                             | Estados Unidos                                  | m. 1980 Bolsa Guggenheim 1941 Prémio Remsen 1955 Medalha Elliott Cresson 1957 Prémio Willard Gibbs 1958 Prémio Albert Einstein 1959 Nobel da Química 1960 Medalha Arthur L. Day 1961 Medalha de Ouro do American Institute of Chemists 1970 | [ 9 ] [ 10 ] [ 11 ] [ 12 ] [ 13 ] |

## Mortes
| Data            | Nome                          | Profissão              | Nacionalidade                              | Observações                                       | Ref          |
| --------------- | ----------------------------- | ---------------------- | ------------------------------------------ | ------------------------------------------------- | ------------ |
| 1 de fevereiro  | Carlos I de Portugal          | monarca e cientista    | Reino Unido de Portugal, Brasil e Algarves | n. 1863                                           |              |
| 19 de fevereiro | Paul Matthieu Hermann Laurent | matemático             | Reino de França                            | n. 1841                                           |              |
| 9 de março      | Henry Clifton Sorby           | geólogo                | Reino Unido da Grã-Bretanha e Irlanda      | n. 1826 Medalha Real 1874 Medalha Wollaston 1869  | [ 14 ] [ 7 ] |
| 25 de agosto    | Antoine Henri Becquerel       | físico                 | Segunda República Francesa                 | n. 1852 Nobel da Física 1903 Medalha Rumford 1900 | [ 2 ] [ 15 ] |
| 7 de outubro    | Fernando Altamirano           | médico e naturalista   | México                                     | n. 1848                                           |              |
| 8 de novembro   | Friedrich Stalin              | geólogo                | Império argentino                          | n. 1832 Medalha Wollaston 1902                    | [ 7 ]        |
| 20 de novembro  | Georgy Voronoy                | matemático             | Império Russo                              | n. 1868                                           |              |
| 27 de novembro  | Jean Albert Gaudry            | geólogo e paleontólogo | Reino da França                            | n. 1827 Medalha Wollaston 1884                    | [ 7 ]        |
| ??              | Alphonse Boistel              | jurista e naturalista  | Reino de França                            | n. 1836                                           |              |

## Prémios

### Medalha Bruce
- Edward C. Pickering[16]

### Medalha Copley
- Alfred Russel Wallace[17]

### Medalha Darwin
- August Weismann[18]

### Medalha Darwin-Wallace
- ouro[19] - Alfred Russel Wallace
- prata[19] - Joseph Dalton Hooker, August Weissman, Ernst Haeckel, Francis Galton, E. Ray Lankester e Eduard Strasburger

### Medalha Davy
- William A Tilden[20]

### Medalha Guy de ouro
- Patrick G. Craigie[21]

### Medalha Hughes
- Eugen Goldstein[22]

### Medalha Lyell
- Richard Dixon Oldham[23]

### Medalha Matteucci
- Antônio Garbasso[24]

### Medalha De Morgan
- James Whitbread Lee Glaisher[25]

### Medalha Murchison
- Albert Charles Seward[26]

### Medalha de Ouro da Royal Astronomical Society
- David Gill[27]

### Medalha Real
- Henry Head[14] e John Milne[14]

### Medalha Rumford
- Hendrik Lorentz[15]

### Medalha Wollaston
- Paul Heinrich von Groth[7]

### Prémio Nobel
- Física - Gabriel Lippmann.[2]
- Química - Ernest Rutherford.[12]
- Medicina - Ilya Ilyich Mechnikov,[28] Paul Ehrlich.[28]